# Claudia Moser
Claudia Moser (* 20. Jahrhundert) ist eine promovierte Philosophin und Verlegerin.

## Leben
Claudia Moser wohnt im Lörracher Stadtteil Stetten. Sie ist Verlegerin der Zeitschrift Information Philosophie, deren Herausgeber und Chefredakteur ihr Ehemann Peter Moser ist. Für die ehrenamtliche Betreuung der von 1972 bis 2023 erschienenen Philosophie-Zeitschrift erhielt das Ehepaar Moser 2008 das Bundesverdienstkreuz.

## Veröffentlichung
- Die Erkenntnis- und Realitätsproblematik bei Francis Herbert Bradley und Bernard Bosanquet. Zugleich Dissertation Universität Mainz 1986. Königshausen u. Neumann, Würzburg 1989, ISBN 3-88479-420-5.